# Packard Station Sedan
El Packard Station Sedan fue un modelo de automóvil de lujo familiar, producido por la Packard Motor Car Company de Detroit (Míchigan) entre 1948 y 1950, para lo que se utilizó la plataforma del Packard Eight. Al ofrecer el Station Sedan, la compañía se introdujo en el segmento de los familiares, pero sin el costo de inversión asociado con un programa completo para su desarrollo.

## Historia
El Station Sedan usó una combinación de estructura y partes de la carrocería de acero, junto con paneles de madera estructural hechos de abedul para crear un automóvil similar a una furgoneta "woody", debido a la creciente popularidad de estos vehículos después de la Segunda Guerra Mundial. A diferencia de otros familiares de madera de la época, que usaban compartimentos de pasajeros de madera montados en el chasis de un determinado modelo de automóvil, el Station Sedan usaba un bastidor auxiliar de acero y puertas también de acero sobre las que se montaban paneles de madera dura. La única puerta del vehículo totalmente de madera era el portón trasero. A diferencia de los modelos de la competencia de Buick, Chrysler y Mercury, la longitud del Packard no era lo suficientemente larga como para acomodar una tercera fila de asientos opcional.
Ni un sedán ni un verdadero familiar, el Station Sedan disfrutó de un éxito limitado, con un precio de venta al público de 3.459 dólares (43 804 $ en 2023) para su último año de 1950, y se suspendió cuando se introdujeron los modelos Packard de 1951.

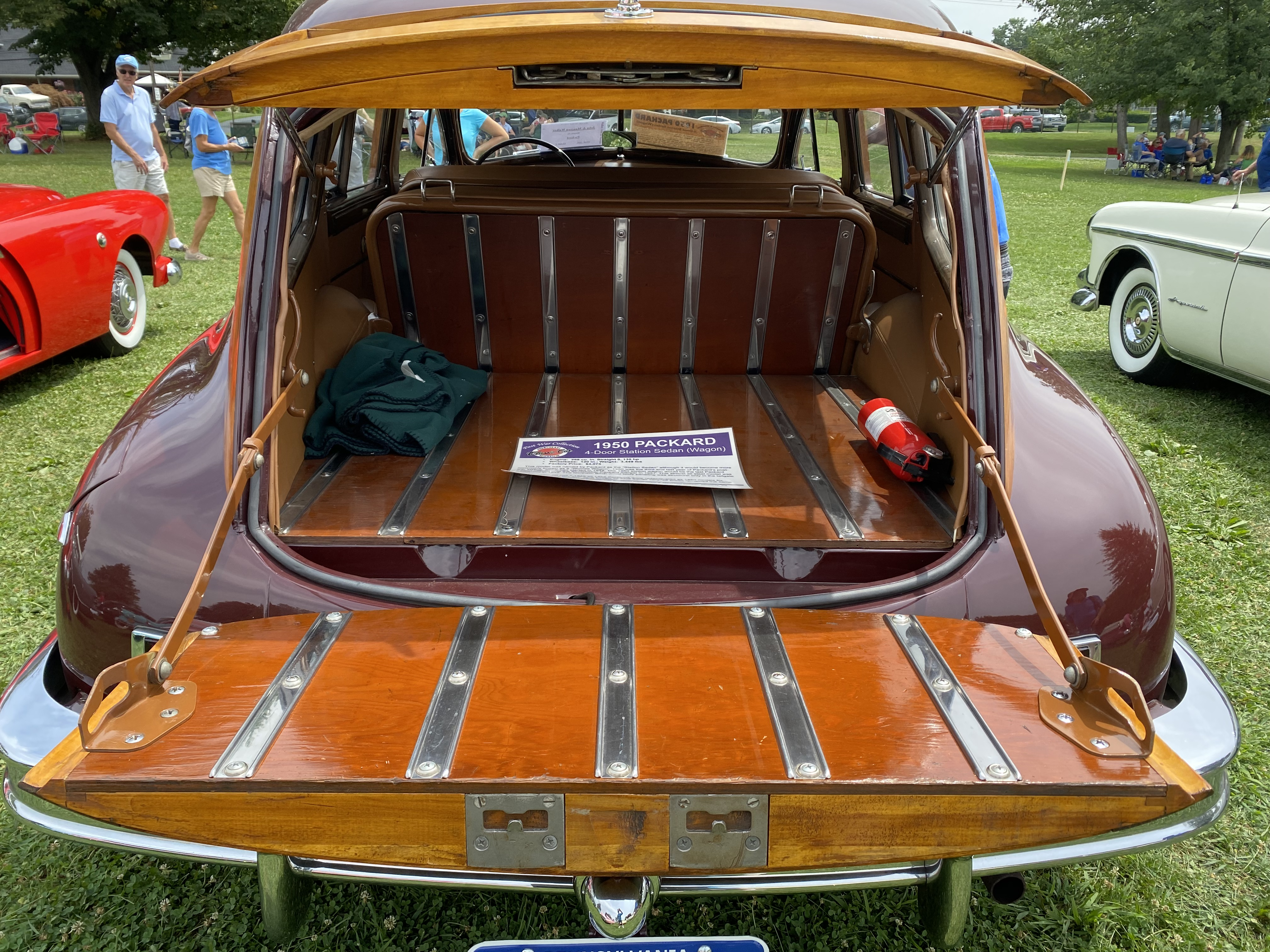
Packard Station Sedan de 1950 con la puerta trasera abierta
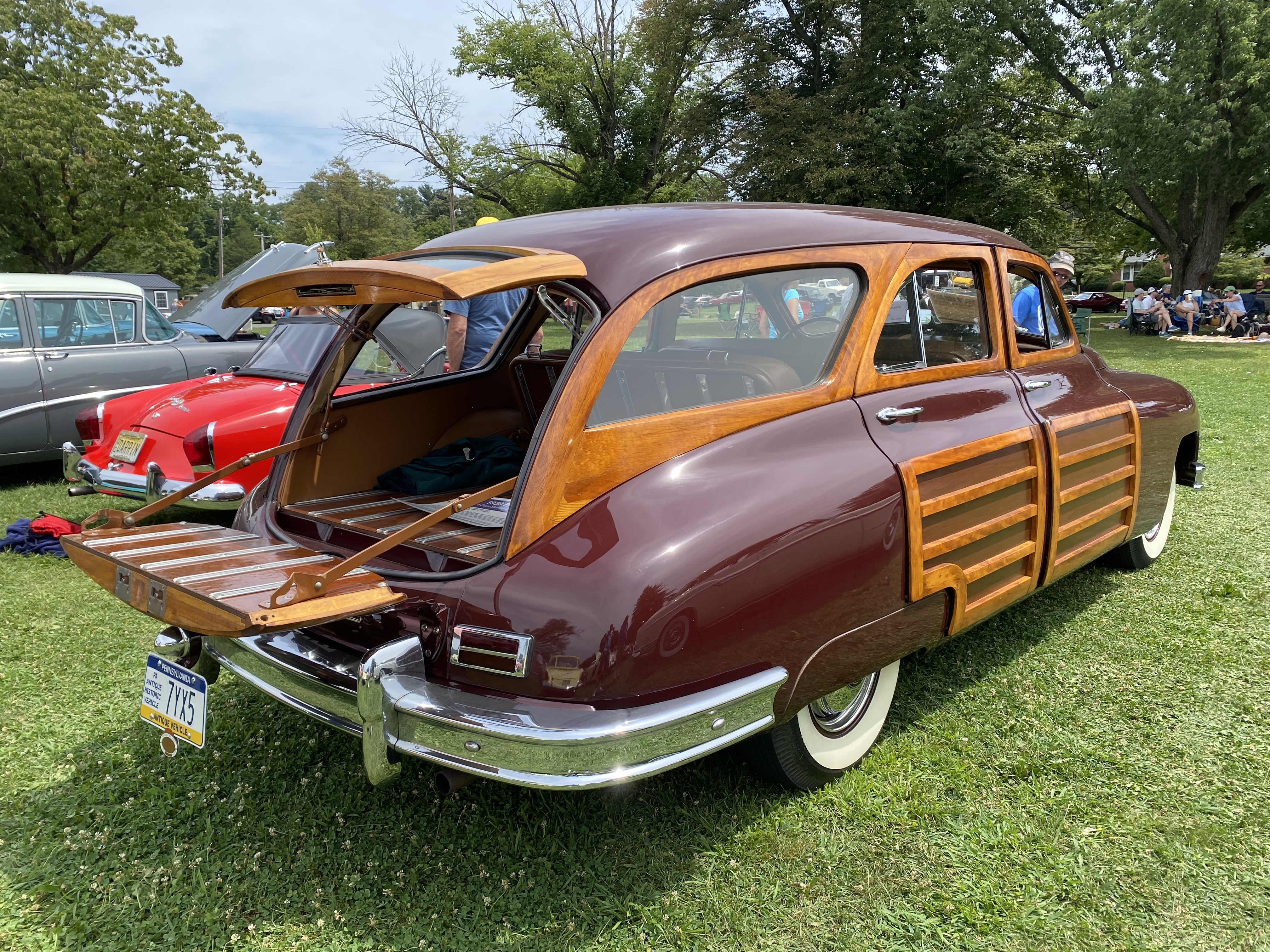
Packard Station Sedan de 1950 desde atrás